# Schlingerhof

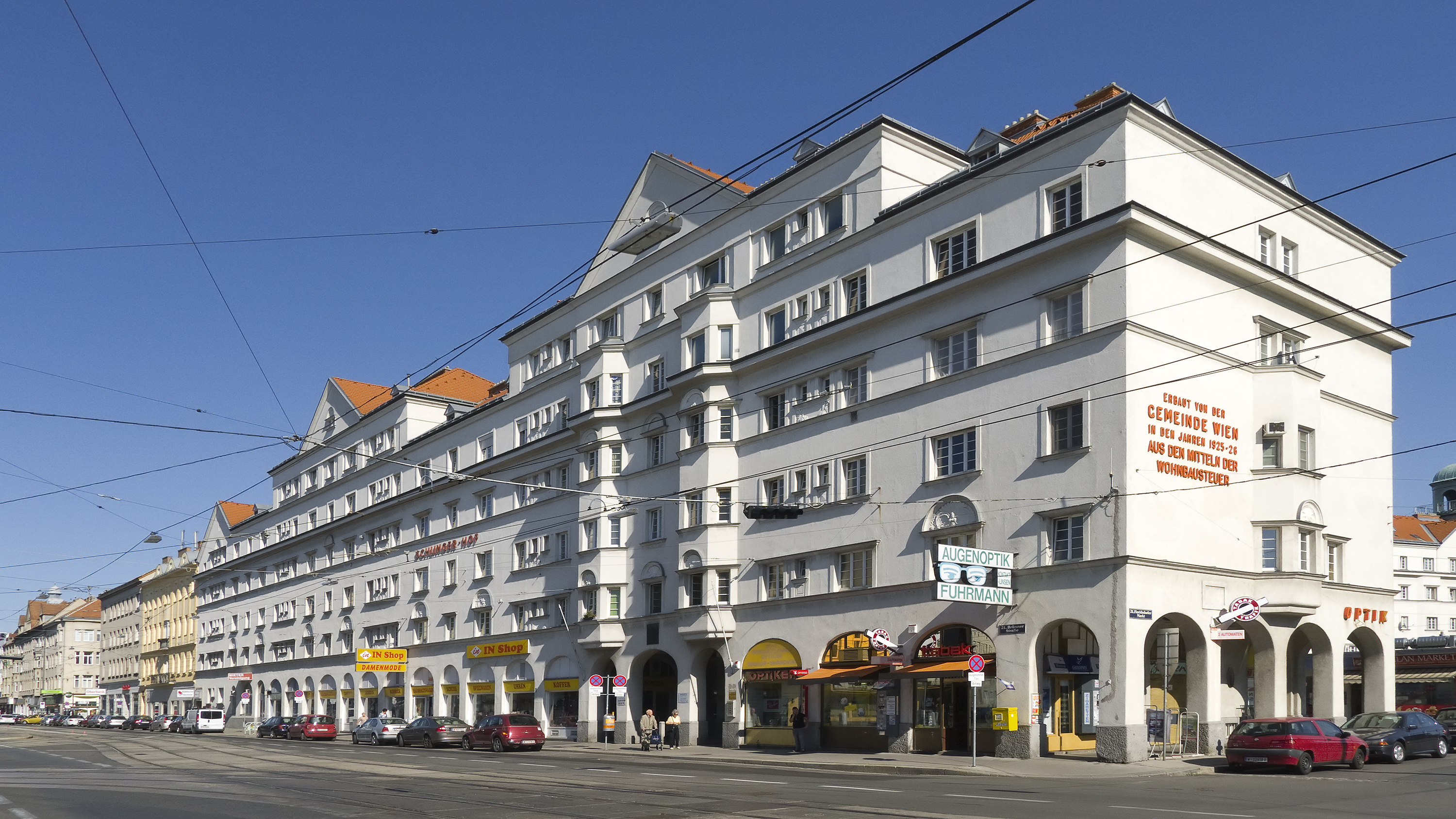
Der Schlingerhof an der
Brünner Straße

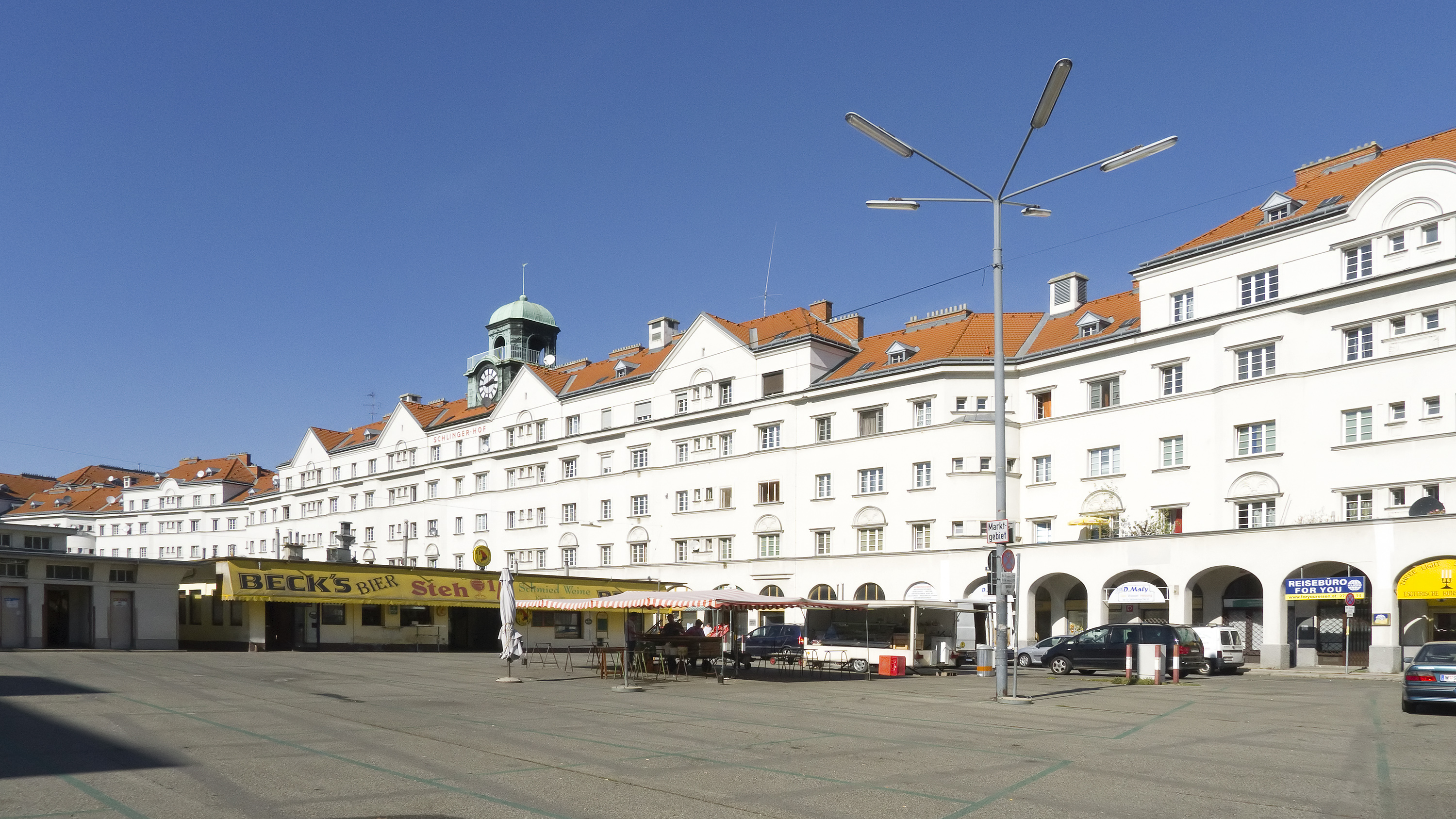
Der Schlingerhof am Floridsdorfer Markt

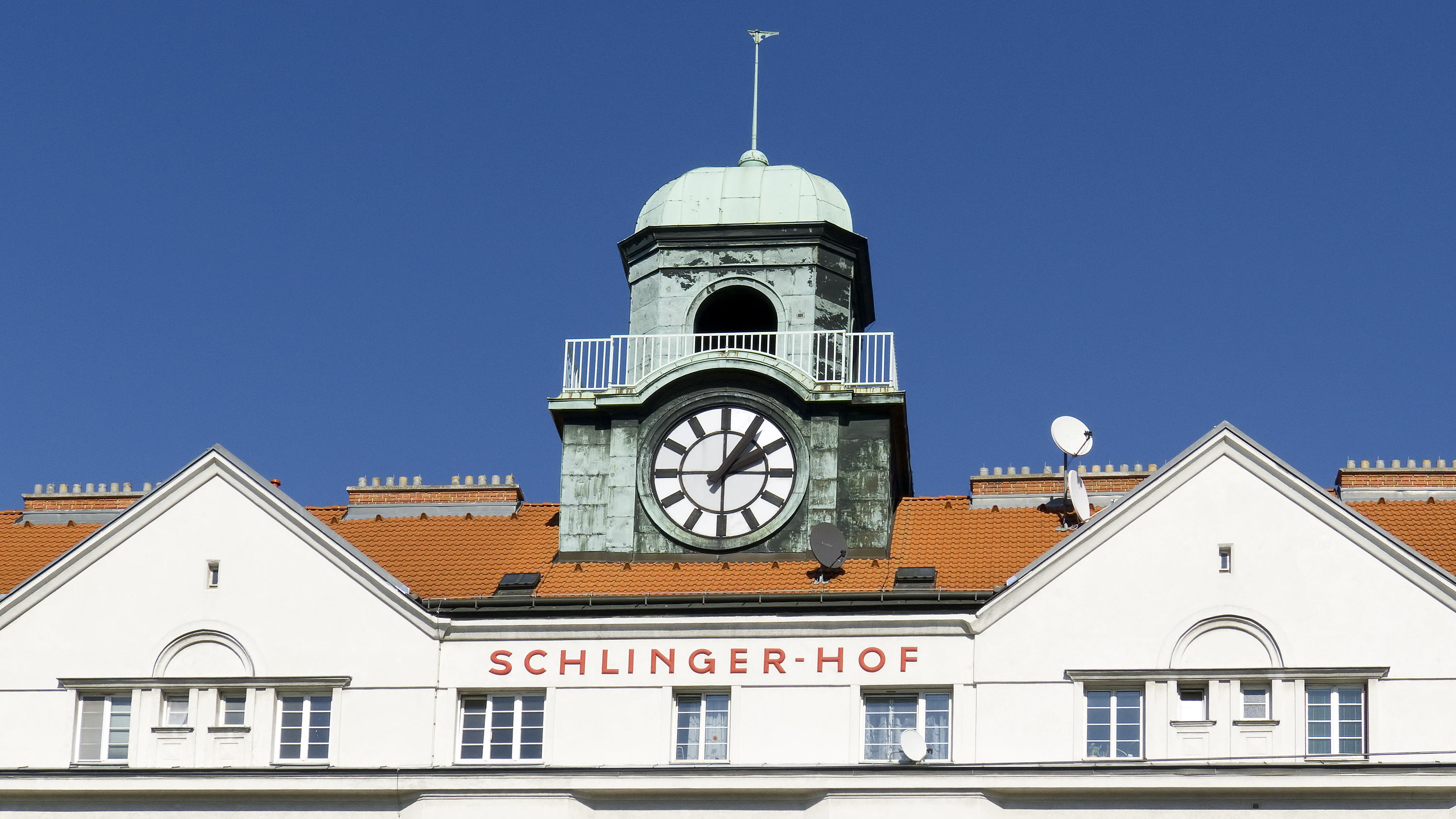
Detail, Uhrturm

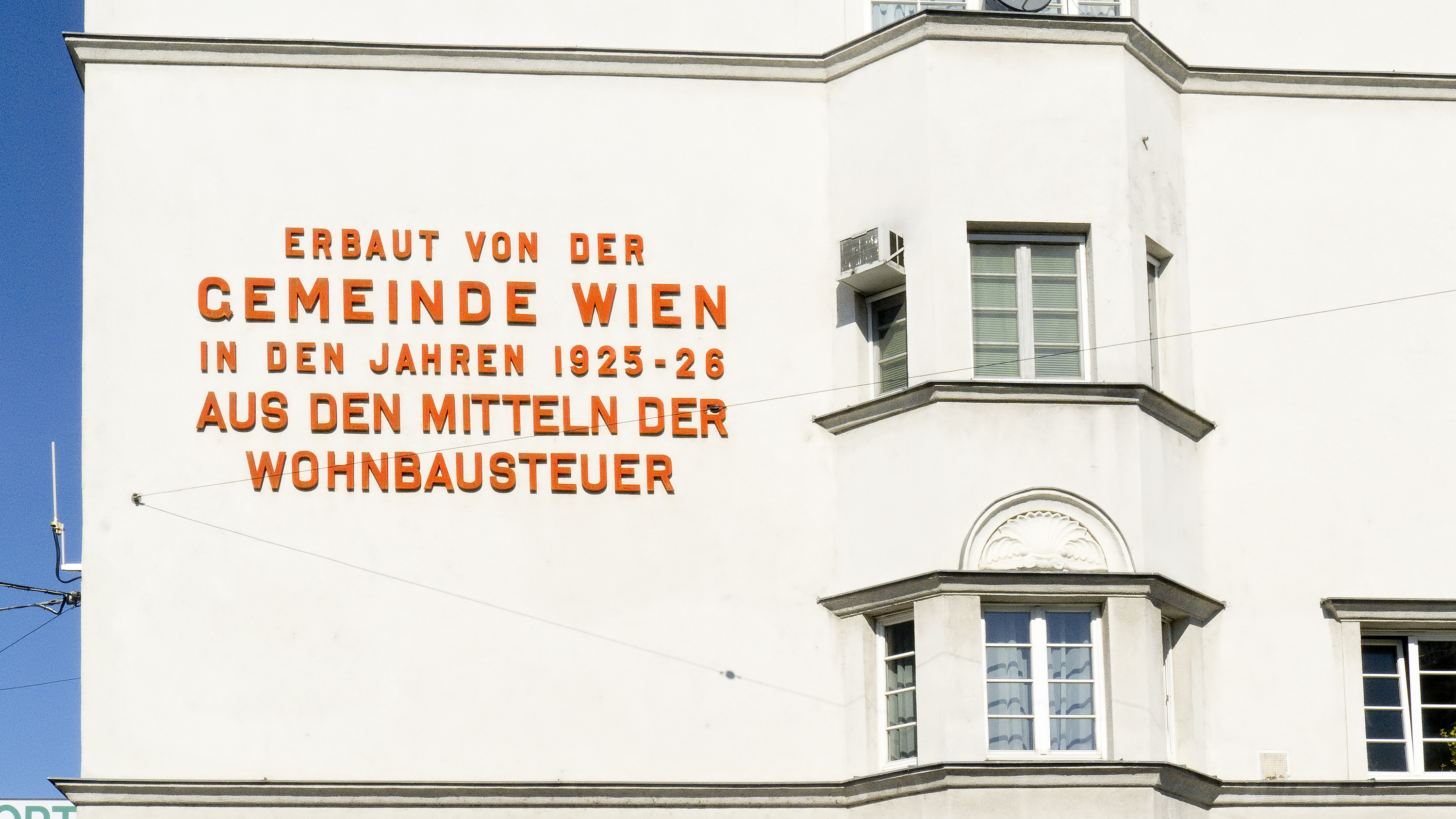
Inschrift am Schlingerhof

Der Schlingerhof ist eine städtische Wohnhausanlage aus den 1920er Jahren im 21. Wiener Gemeindebezirk, Floridsdorf, an der Brünner Straße 34–38 mit 478 Wohnungen.
Historische Bedeutung erlangte der Bau als einer der Brennpunkte der „Februarereignisse“ 1934, die je nach politischer Einstellung als österreichischer Bürgerkrieg oder als Februaraufstand bezeichnet wurden. Nicht zentral koordinierte SDAP-Kämpfer ohne schwere Waffen traten dabei gegen die überlegen ausgestattete und durch die Heimwehr verstärkte Exekutive der Diktaturregierung Engelbert Dollfuß’ an und wurden sehr rasch besiegt.
Die Anlage trägt den Namen des ersten Sozialdemokraten, den die Bevölkerung des 21. Gemeindebezirks im Jahr 1905 nach der Eingemeindung in den Wiener Gemeinderat entsandte – Anton Schlinger.

## Charakteristik
Den Schlingerhof kann man als klassischen Gemeindebau bezeichnen. Durch seinen Uhrturm mit Kupferblech-Turmhelm sticht er hervor. In die Anlage wurde ein großer Marktplatz integriert, auf dem 1926 der Floridsdorfer Markt ("Schlingermarkt") eröffnet wurde. Er ersetzte den Markt Am Spitz, der aus verkehrstechnischen Gründen unhaltbar geworden war.

## Geschichte
Der Schlingerhof wurde 1924 bis 1926 nach den Plänen von Hans Glaser und Karl Scheffel auf den Gründen des ehemaligen Floridsdorfer Gaswerks errichtet.
Am 12. Februar 1934 kam es im Schlingerhof zu einem Zusammenstoß zwischen dem sozialistischen Schutzbund und dem Bundesheer bzw. der Polizei. Die Mitglieder des Schutzbundes sperrten die Brünner Straße ab und verbarrikadierten sich in der Anlage. Am Dienstag, dem 13. Februar, durchbrachen zwei Panzer die Barrikaden und die Angreifer drangen um 13 Uhr – nach Artilleriebeschuss – erstmals in die Wohnhausanlage ein, konnten diese aber erst gegen 16.30 Uhr gänzlich besetzen und räumen. Wie auch im Falle anderer von SDAP-Kämpfern besetzten Gemeindebauten wurde beim Artilleriebeschuss bewusst nur nicht-explosive Übungsmunition verwendet. Durch den Beschuss gab es offenbar keine Todesopfer. Nach einem Manuskript des Floridsdorfer Polizeichefs Heinrich Petri aus dem Jahr 1937 feuerten beim Abtransport der Gefangenen ins 400 Meter entfernte Polizeikommissariat „disziplinlose Mitläufer“ sowohl auf Seiten des Schutzbunds als auch der Exekutive in den Zug aus Gefangenen und Bewachern, wobei die ersten Schüsse von Seiten der Aufständischen gefallen sein sollen. Es wurden insgesamt 13 Menschen erschossen, nämlich zwei Kämpfer des Schutzbundes, ein Polizist und 10 unbeteiligte Nicht-Kombattanten. Laut Polizeistatistik wurden 350 Schutzbündler gefangen genommen.

## Die Anlage heute
Der Schlingerhof erfüllt noch immer seine ursprüngliche Aufgabe als Wohnhausanlage und ist Heimat mehrerer kleinerer Unternehmen (Friseur, Sportcenter etc.) und eines Kindergartens. Traditionell befindet sich im Schlingerhof ein Sektionslokal der Floridsdorfer SPÖ und der Jungen Generation Floridsdorf.